# Radio Horeb
Radio Horeb è una stazione radio cattolica con sede amministrativa a Balderschwang, in Germania. I principali studi della stazione si trovano a Balderschwang e Monaco. La linea guida delle trasmissioni è la dottrina della Chiesa cattolica. Radio Horeb appartiene alla World Family of Radio Maria, la famiglia mondiale di Radio Maria ed è finanziata esclusivamente dalle donazioni dei suoi ascoltatori. La radio prende il nome dalla montagna biblica Horeb nel Sinai.

## Il logo
Le due montagne nella parte inferiore del logo simboleggiano la montagna Horeb, allo stesso tempo è riconoscibile una disposizione di una "M" per Maria; la colorazione blu lo sottolinea ulteriormente.

## Storia
Sotto la guida di Kocher l'8 dicembre 1996 è andato per la prima volta in onda un programma radiofonico cattolico di 24 ore chiamato Radio Horeb sul satellite Astra. Il modello della stazione era Radio Maria Italia. Entrando a far parte della famiglia del mondo di Radio Maria, Radio Horeb divenne membro di una rete radiofonica cristiana internazionale.

## Contenuto
Il programma senza pubblicità consiste di cinque pilastri: liturgia, spiritualità cristiana, life coaching, musica e notizie.
Ogni giorno viene trasmessa in diretta una Santa Messa da varie chiese cattoliche in Germania. Lodi, Sesta, Angelus, Vespri, la Compieta e la recita del Rosario (alle 6:00 del mattino, ore 19:00 e le 24:00 del mattino).